# Северна Пемба (регион)
Северна Пемба (на суахили: Kaskazini Pemba; на английски: Pemba North) е регион на Танзания.
Заема северната част на малкия остров Пемба в Индийския океан, принадлежащ на Танзания. Площта на региона е 574 км². Населението му е 211 732 жители (по преброяване от август 2012 г.). Столица на региона е град Уете.